# ماريا أليسيا ديلغادو
ماريا أليسيا ديلغادو (بالإسبانية: María Alicia Delgado)‏ هي ممثلة مكسيكية، ولدت في 28 يناير 1947 في مونتيري في المكسيك.

## وصلات خارجية
- ماريا أليسيا ديلغادو على موقع IMDb (الإنجليزية)